# Saint-André-de-Double
Pour les articles homonymes, voir Saint-André.
Saint-André-de-Double est une commune française située dans le département de la Dordogne, en région Nouvelle-Aquitaine.

## Géographie

### Généralités
La commune de Saint-André-de-Double est située dans l'ouest du département de la Dordogne, au cœur de la forêt de la Double
Onze kilomètres au sud de Ribérac et treize kilomètres au nord-nord-ouest de Mussidan, le bourg de Saint-André-de-Double est situé à proximité de la route départementale (RD) 13.
Le territoire communal, parsemé de plans d'eau, est également desservi par les RD 41 et 44.

### Communes limitrophes
Saint-André-de-Double est limitrophe de sept autres communes, dont Échourgnac à l'ouest par un quadripoint. À l'est, son territoire est distant d'environ 130 mètres de celui de Saint-Jean-d'Ataux.
| La Jemaye-Ponteyraud   | Siorac-de-Ribérac           | Saint-Vincent-de-Connezac |
| Échourgnac             | Saint-André-de-Double       |                           |
| Saint-Michel-de-Double | Saint-Étienne-de-Puycorbier | Beauronne                 |

### Géologie et relief

#### Géologie
Situé sur la plaque nord du Bassin aquitain et bordé à son extrémité nord-est par une frange du Massif central, le département de la Dordogne présente une grande diversité géologique. Les terrains sont disposés en profondeur en strates régulières, témoins d'une sédimentation sur cette ancienne plate-forme marine. Le département peut ainsi être découpé sur le plan géologique en quatre gradins différenciés selon leur âge géologique. Saint-André-de-Double est située dans le quatrième gradin à partir du nord-est, un plateau formé de dépôts siliceux-gréseux et de calcaires lacustres de l'ère tertiaire.
Les couches affleurantes sur le territoire communal sont constituées de formations superficielles du Quaternaire et de roches sédimentaires datant du Cénozoïque. La formation la plus ancienne, notée e5-6, est la formation de Guizengeard supérieur (Lutétien supérieur à Bartonien supérieur continental). La formation la plus récente, notée CF, fait partie des formations superficielles de type colluvions indifférenciées sablo-argileuses et argilo-sableuses. Le descriptif de ces couches est détaillé dans  les feuilles « no 781 - Montpon-Ménestérol » et « no 782 - Mussidan » de la carte géologique au 1/50 000 de la France métropolitaine, et leurs notices associées,.

Carte géologique de Saint-André-de-Double.

#### Relief et paysages
Le département de la Dordogne se présente comme un vaste plateau incliné du nord-est (491 m, à la forêt de Vieillecour dans le Nontronnais, à Saint-Pierre-de-Frugie) au sud-ouest (2 m à Lamothe-Montravel). L'altitude du territoire communal varie quant à elle entre 73 mètres à l'extrême sud, là où le Grolet quitte la commune et sert de limite entre celles de Saint-Étienne-de-Puycorbier et Saint-Michel-de-Double, et 144 mètres à l'extrême est, au lieu-dit les Sonneries, en limite de la commune de Saint-Vincent-de-Connezac.
Dans le cadre de la Convention européenne du paysage entrée en vigueur en France le 1er juillet 2006, renforcée par la loi du 8 août 2016 pour la reconquête de la biodiversité, de la nature et des paysages, un atlas des paysages de la Dordogne a été élaboré sous maîtrise d’ouvrage de l’État et publié en octobre 2020. Les paysages du département s'organisent en huit unités paysagères,. La commune fait partie de la Double, au sein de l'unité de paysage « La Double et le Landais », deux plateaux ondulés, dont la pente générale descend de l'est vers l'ouest. À l'est, les altitudes atteignent ainsi les 200 m pour les plus élevées (233 m au sud de Tocane-Saint-Apre). Vers l'ouest, le relief s’adoucit et les altitudes maximales culminent autour des 100 mètres. Les paysages sont forestiers aux horizons limités, avec peu de repères, ponctués de clairières agricoles habitées.
La superficie cadastrale de la commune publiée par l'Insee, qui sert de référence dans toutes les statistiques, est de 27,61 km2,,. La superficie géographique, issue de la BD Topo, composante du Référentiel à grande échelle produit par l'IGN, est quant à elle de 27,78 km2.

### Hydrographie

#### Réseau hydrographique
La commune est située dans le bassin de la Dordogne au sein du Bassin Adour-Garonne. Elle est drainée par la Rizonne, le Grolet, le ruisseau de la Boulbène, le ruisseau de Courbarieux, le ruisseau de Gravard, le ruisseau de Rieu Quérieu et par divers petits cours d'eau, qui constituent un réseau hydrographique de 33 km de longueur totale,.
La Rizonne, d'une longueur totale de 26,73 km, prend sa source dans la commune de Saint-Vincent-de-Connezac et se jette dans la Dronne en rive gauche en limite de Saint Aulaye-Puymangou et de Bonnes, un kilomètre et demi au nord du centre bourg de Saint-Aulaye,. Elle borde la commune au nord sur plus de quatre kilomètres, face à Siorac-de-Ribérac.
Son affluent de rive gauche le ruisseau de Courbarieux arrose le territoire communal au nord-ouest sur plus de deux kilomètres dont un kilomètre sert de limite naturelle face à La Jemaye-Ponteyraud.
Le Grolet, d'une longueur totale de 14,32 km, prend sa source dans le sud de la commune, au lieu-dit Mautra, et se jette en rive droite de l'Isle en limite des communes de Saint-Martin-l'Astier et de Saint-Laurent-des-Hommes, face à Saint-Médard-de-Mussidan,.
Son affluent de rive gauche le ruisseau de la Boulbène prend sa source près du lieu-dit Calissoux, également dans le sud du territoire communal qu'il arrose sur deux kilomètres.
Le ruisseau de Gravard, affluent de rive droite du Grolet, prend sa source dans le sud-ouest de la commune qu'il baigne sur 2,3 kilomètres dont plus d'un kilomètre et demi en limite de Saint-Michel-de-Double.
Affluent de rive droite de la Beauronne, le ruisseau de Rieu Quérieu fait une brève incursion de moins de 500 mètres dans l'est de la commune.

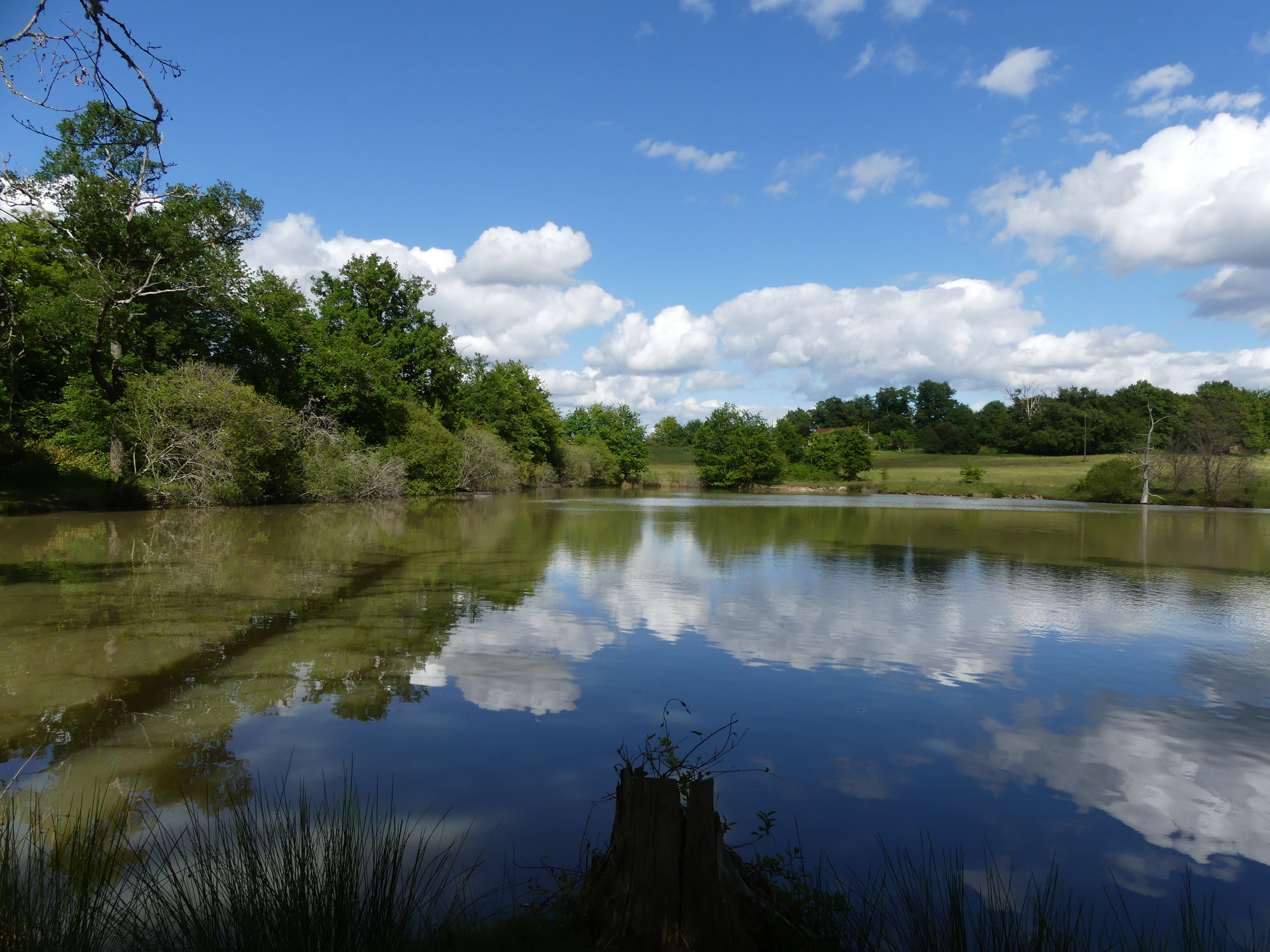
Étang à Saint-André-de-Double, près de Pouyoulet.
Réseaux hydrographique et routier de Saint-André-de-Double.

#### Gestion et qualité des eaux
Le territoire communal est couvert par le schéma d'aménagement et de gestion des eaux (SAGE) « Isle - Dronne ». Ce document de planification, dont le territoire regroupe les bassins versants de l'Isle et de la Dronne, d'une superficie de 7 500 km2, a été approuvé le 2 août 2021. La structure porteuse de l'élaboration et de la mise en œuvre est l'établissement public territorial de bassin de la Dordogne (EPIDOR). Il définit sur son territoire les objectifs généraux d’utilisation, de mise en valeur et de protection quantitative et qualitative des ressources en eau superficielle et souterraine, en respect des objectifs de qualité définis dans le troisième SDAGE  du Bassin Adour-Garonne qui couvre la période 2022-2027, approuvé le 10 mars 2022.
La qualité des eaux de baignade et des cours d’eau peut être consultée sur un site dédié géré par les agences de l’eau et l’Agence française pour la biodiversité.

### Climat
Pour des articles plus généraux, voir Climat de la Nouvelle-Aquitaine et Climat de la Dordogne.
Historiquement, la commune est exposée à un climat océanique aquitain.  
En 2020, Météo-France publie une typologie des climats de la France métropolitaine dans laquelle la commune est dans une zone de transition entre le climat océanique et le climat océanique altéré et est dans la région climatique  Aquitaine, Gascogne, caractérisée par une pluviométrie abondante au printemps, modérée en automne, un faible ensoleillement au printemps, un été chaud (19,5 °C), des vents faibles, des brouillards fréquents en automne et en hiver et des orages fréquents en été (15 à 20 jours).
Pour la période 1971-2000, la température annuelle moyenne est de 12,3 °C, avec  une amplitude thermique annuelle de 14,7 °C. Le cumul annuel moyen de précipitations est de 887 mm, avec 11,4 jours de précipitations en janvier et 7 jours en juillet. Pour la période 1991-2020, la température moyenne annuelle observée sur la station météorologique la plus proche, située sur la commune de Saint-Martin-de-Ribérac à 10 km à vol d'oiseau, est de 13,5 °C et le cumul annuel moyen de précipitations est de 916,6 mm,. Pour l'avenir, les paramètres climatiques de la commune estimés pour 2050 selon différents scénarios d’émission de gaz à effet de serre sont consultables sur un site dédié publié par Météo-France en novembre 2022.

## Urbanisme

### Typologie
Au 1er janvier 2024, Saint-André-de-Double est catégorisée commune rurale à habitat très dispersé, selon la nouvelle grille communale de densité à 7 niveaux définie par l'Insee en 2022.
Elle est située hors unité urbaine et hors attraction des villes,.

### Occupation des sols
L'occupation des sols de la commune, telle qu'elle ressort de la base de données européenne d’occupation biophysique des sols Corine Land Cover (CLC), est marquée par l'importance des forêts et milieux semi-naturels (73,2 % en 2018), en augmentation par rapport à 1990 (67,9 %). La répartition détaillée en 2018 est la suivante : 
forêts (71,3 %), zones agricoles hétérogènes (24,5 %), milieux à végétation arbustive et/ou herbacée (1,9 %), terres arables (1,3 %), prairies (1,1 %). L'évolution de l’occupation des sols de la commune et de ses infrastructures peut être observée sur les différentes représentations cartographiques du territoire : la carte de Cassini (XVIIIe siècle), la carte d'état-major (1820-1866) et les cartes ou photos aériennes de l'IGN pour la période actuelle (1950 à aujourd'hui).

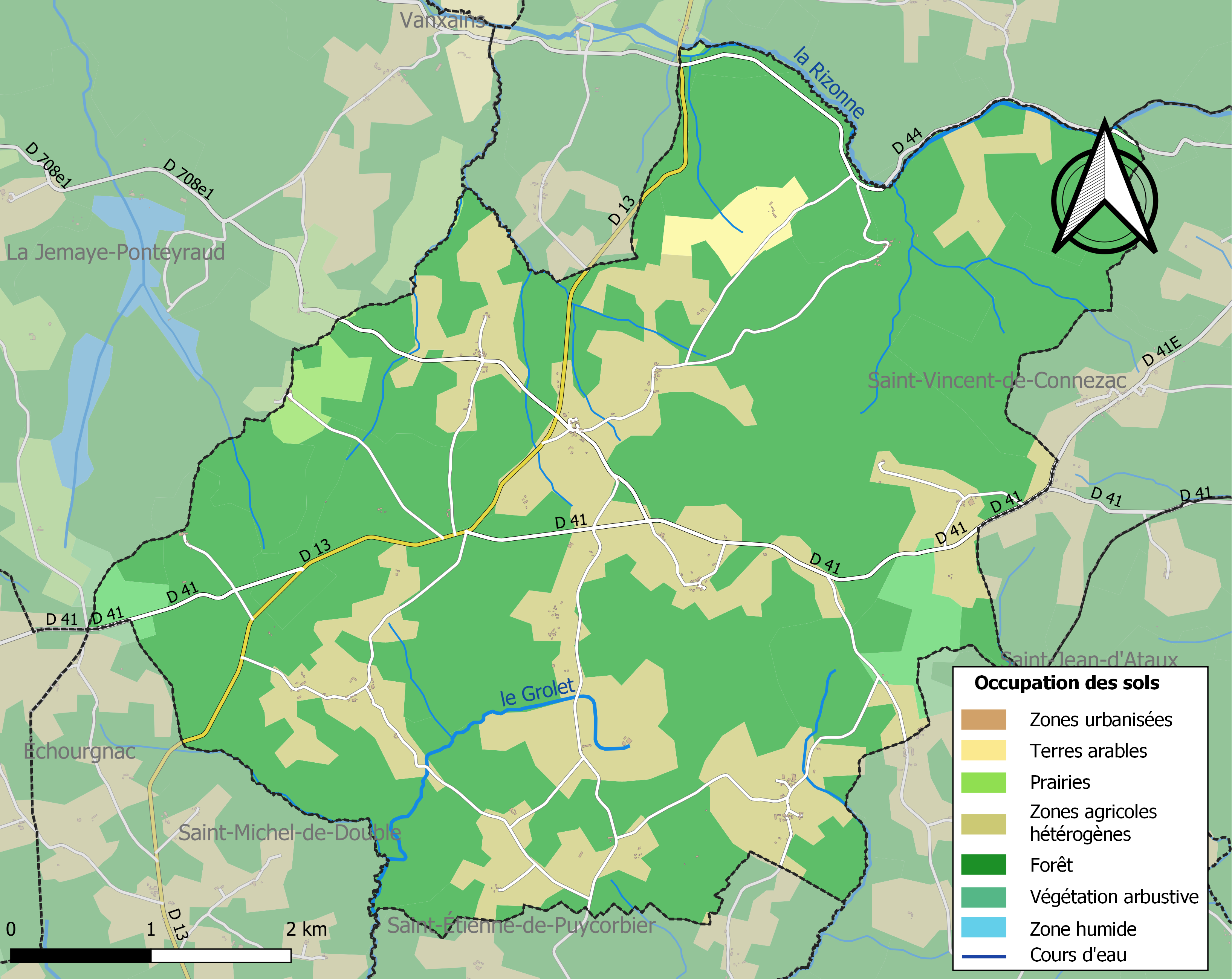
Carte des infrastructures et de l'occupation des sols de la commune en 2018 (CLC).

### Prévention des risques
Le territoire de la commune de Saint-André-de-Double est vulnérable à différents aléas naturels : météorologiques (tempête, orage, neige, grand froid, canicule ou sécheresse), feux de forêts, mouvements de terrains et séisme (sismicité très faible). Un site publié par le BRGM permet d'évaluer simplement et rapidement les risques d'un bien localisé soit par son adresse soit par le numéro de sa parcelle.
Saint-André-de-Double est exposée au risque de feu de forêt. L’arrêté préfectoral du 14 mars 2013 fixe les conditions de pratique des incinérations et de brûlage dans un objectif de réduire le risque de départs d’incendie. À ce titre, des périodes sont déterminées : interdiction totale du 15 février au 15 mai et du 15 juin au 15 octobre, utilisation réglementée du 16 mai au 14 juin et du 16 octobre au 14 février. En septembre 2020, un plan inter-départemental de protection des forêts contre les incendies (PidPFCI) a été adopté pour la période 2019-2029,.

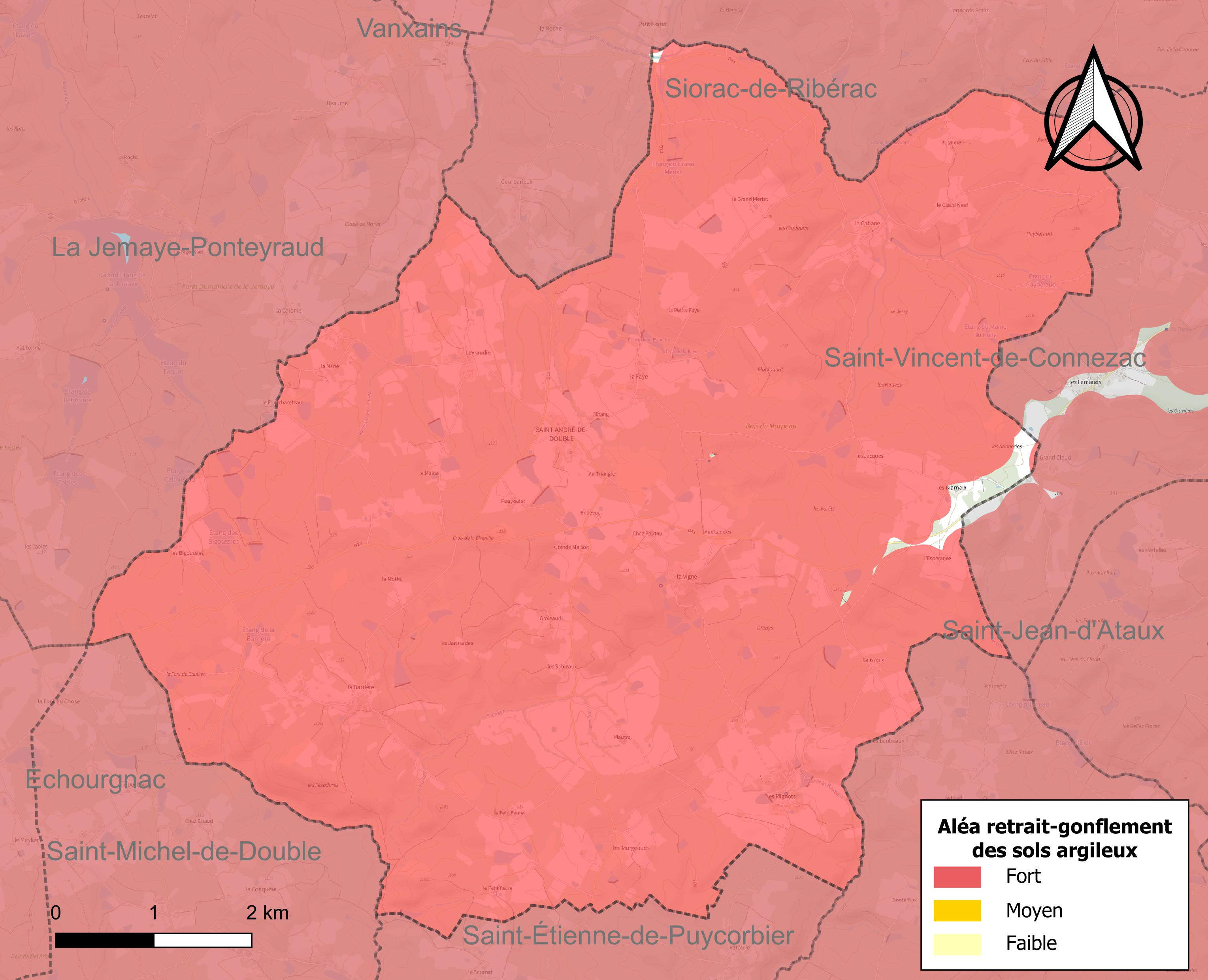
Carte des zones d'aléa retrait-gonflement des sols argileux de Saint-André-de-Double.

Les mouvements de terrains susceptibles de se produire sur la commune sont des tassements différentiels. Le retrait-gonflement des sols argileux est susceptible d'engendrer des dommages importants aux bâtiments en cas d’alternance de périodes de sécheresse et de pluie. 99,3 % de la superficie communale est en aléa moyen ou fort (58,6 % au niveau départemental et 48,5 % au niveau national métropolitain). Depuis le 1er octobre 2020, en application de la loi ÉLAN, différentes contraintes s'imposent aux vendeurs, maîtres d'ouvrages ou constructeurs de biens situés dans une zone classée en aléa moyen ou fort,.
La commune a été reconnue en état de catastrophe naturelle au titre des dommages causés par les inondations et coulées de boue survenues en 1982 et 1999, par la sécheresse en 1992, 1997, 2003 et 2011 et par des mouvements de terrain en 1999.

## Toponymie
La première mention écrite connue du lieu est relevée dans un pouillé du XIIIe siècle, sous la forme latine Sanctus Andreas.
Le nom de la commune se réfère à l'apôtre André. La seconde partie du nom, probablement ajoutéE au XVIIIe siècle, tient à sa situation en forêt de la Double.
En occitan, la commune porte le nom de Sent Andriu de Dobla.

## Histoire

### Du Moyen Âge aux Temps modernes
Au XIIe siècle, l'église de style roman est construite sur une butte, en pierres de grès roux (grisou) en les prenant dans une carrière située à côté de l'étang de La Jemaye. La paroisse de Saint-André-de-Double appartient à l'archiprêtré de Vanxains jusqu'à la Révolution française. Au XIVe siècle, le style gothique atteint la Double : la façade avec l'arc brisé et le clocher sont construits. Par la suite au XVIe siècle, une deuxième travée s'ajoute à la nef.
La Double appartenait au milieu du XIIIe siècle à la vicomté de Limoges. En 1610, la Double est érigée en vicomté. Elle passe ensuite dans le territoire du comté du Périgord. Elle est ensuite rattachée à la vicomté de Légé.

### La période contemporaine

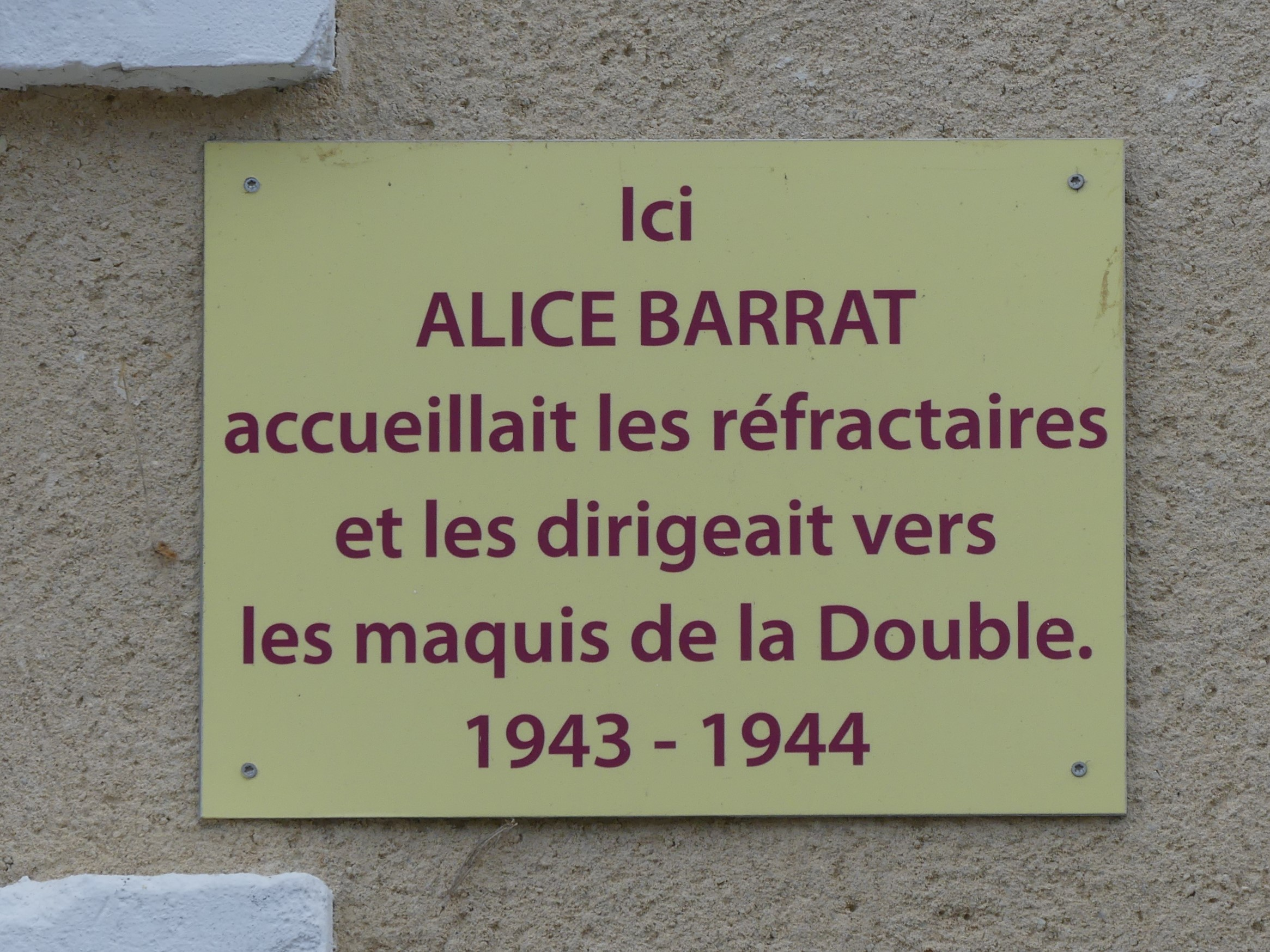
Plaque apposée dans le bourg de Saint-André-de-Double.

Le bourg se situe dans une ancienne zone marécageuse assainie au XIXe siècle.
Le 26 mars 1944, les Allemands de la « Division Brehmer » prennent position à Ribérac et Mussidan. Ils sillonnent la forêt de la Double orientale et déclenchent des incendies pour débusquer les maquisards. À Saint-André-de-Double, au village des Lameaux, ils découvrent deux véhicules utilisés par la Résistance dont un avec des armes, et y arrêtent un homme qui est fusillé le lendemain à Brantôme. Ils incendient plusieurs maisons ou bâtiments sur la commune et tuent un républicain espagnol au lieu-dit le Grand Déblai.

## Politique et administration

### Rattachements administratifs
Dès 1790, la commune de Saint-André-de-Double a été rattachée au canton de Saint Vincent qui dépendait du district de Ribérac jusqu'en 1795, date de suppression des districts. Lorsque ce canton est supprimé par la loi du 8 pluviôse an IX (28 janvier 1801)  portant sur la « réduction du nombre de justices de paix », la commune est rattachée au canton de Neuvic dépendant de l'arrondissement de Ribérac jusqu'en 1926 puis de l'arrondissement de Périgueux.
Dans le cadre de la réforme de 2014 définie par le décret du 21 février 2014, ce canton disparaît aux élections départementales de mars 2015. La commune est alors rattachée au canton de Ribérac, dont le bureau centralisateur est fixé à Ribérac.

### Intercommunalité
Fin 1998, Saint-André-de-Double intègre dès sa création la communauté de communes du Ribéracois. Celle-ci est dissoute au 31 décembre 2013 et remplacée au 1er janvier 2014 par la communauté de communes du Pays Ribéracois, renommée en 2019 communauté de communes du Périgord Ribéracois.

### Administration municipale
La population de la commune étant comprise entre 100 et 499 habitants au recensement de 2017, onze conseillers municipaux ont été élus en 2020,.

### Liste des maires

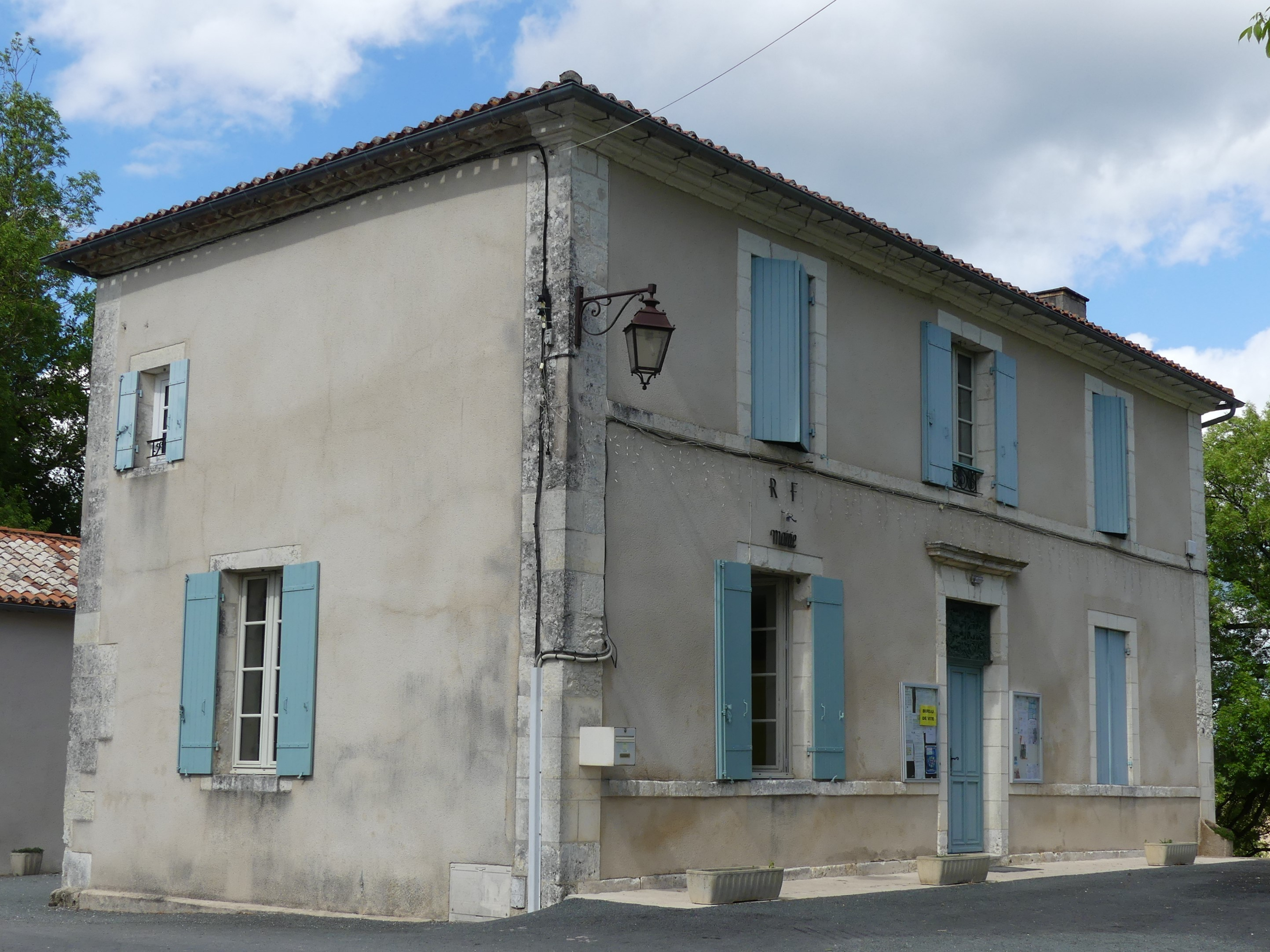
La mairie.

| Période                        | Période   | Identité                           | Étiquette                                 | Qualité     |
| ------------------------------ | --------- | ---------------------------------- | ----------------------------------------- | ----------- |
|                                |           |                                    |                                           |             |
| 1840                           | 1871      | Guillaume Montillaud               |                                           |             |
| 1871                           | 1885      | Jacques Marache                    |                                           |             |
| 1885                           | 1896      | Pierre Allory                      |                                           |             |
| 1896                           | 1912      | Pierre Darène                      | Conservateur                              |             |
| 1912                           | 1919      | Annet Barrat                       | Républicain                               |             |
| 1919                           | 1922      | Pierre Darène                      | Conservateur                              |             |
| 1922                           | 1929      | Montillaud Berthet du Fourcharteau |                                           |             |
| 1929                           | 1949 ?    | Raoul Darène                       |                                           |             |
| 1949 ?                         | 1965      | Hector Queyret                     | Union républicaine des intérêts communaux |             |
| 1965                           | 1971      | Michel Liza                        | Défense des intérêts communaux            | Instituteur |
| 1971                           | 1983      | Hector Queyret                     | Défense des intérêts communaux            |             |
| 1983                           | 2001      | Maxime Gauthier                    | Défense des intérêts communaux            |             |
| mars 2001                      | mars 2014 | Nicole Fallacher (d)               | SE                                        | Retraitée   |
| mars 2014 (réélu en juin 2020) | En cours  | Pierre Guigné (d)                  |                                           |             |

## Équipements et services publics

### Enseignement
En 2019, la commune n'a pas d'école. Saint-André-de-Double est organisée en regroupement pédagogique intercommunal (RPI) avec les communes de Saint-Jean-d'Ataux et Saint-Vincent-de-Connezac au niveau des classes de primaire.

### Justice
Dans le domaine judiciaire, Saint-André-de-Double relève : 
- du tribunal judiciaire, du tribunal pour enfants, du conseil de prud'hommes et du tribunal de commerce de Périgueux ;
- du pôle Nationalité du tribunal judiciaire de Périgueux (compétent uniquement dans le domaine de la nationalité) ;
- de la cour d'appel, du tribunal administratif et de la  cour administrative d'appel de Bordeaux.

## Population et société

### Démographie
L'évolution du nombre d'habitants est connue à travers les recensements de la population effectués dans la commune depuis 1793. Pour les communes de moins de 10 000 habitants, une enquête de recensement portant sur toute la population est réalisée tous les cinq ans, les populations de référence des années intermédiaires étant quant à elles estimées par interpolation ou extrapolation. Pour la commune, le premier recensement exhaustif entrant dans le cadre du nouveau dispositif a été réalisé en 2007.

En 2022, la commune comptait 168 habitants, en évolution de −1,75 % par rapport à 2016 (Dordogne : +0,37 %, France hors Mayotte : +2,11 %).
| 1793 | 1800 | 1806 | 1821 | 1831 | 1836 | 1841 | 1846 | 1851 |
| ---- | ---- | ---- | ---- | ---- | ---- | ---- | ---- | ---- |
| 428  | 307  | 515  | 605  | 654  | 539  | 518  | 548  | 596  |

| 1856 | 1861 | 1866 | 1872 | 1876 | 1881 | 1886 | 1891 | 1896 |
| ---- | ---- | ---- | ---- | ---- | ---- | ---- | ---- | ---- |
| 570  | 538  | 539  | 493  | 508  | 518  | 534  | 533  | 550  |

| 1901 | 1906 | 1911 | 1921 | 1926 | 1931 | 1936 | 1946 | 1954 |
| ---- | ---- | ---- | ---- | ---- | ---- | ---- | ---- | ---- |
| 553  | 578  | 531  | 437  | 441  | 410  | 418  | 334  | 303  |

| 1962 | 1968 | 1975 | 1982 | 1990 | 1999 | 2006 | 2007 | 2012 |
| ---- | ---- | ---- | ---- | ---- | ---- | ---- | ---- | ---- |
| 283  | 218  | 196  | 178  | 176  | 147  | 154  | 155  | 164  |

| 2017 | 2022 | - | - | - | - | - | - | - |
| ---- | ---- | - | - | - | - | - | - | - |
| 173  | 168  | - | - | - | - | - | - | - |

### Manifestations culturelles et festivités
Fête de l'épouvantail en juillet (4e édition en 2015).

## Économie

### Agriculture

#### La production agricole
Au XVe siècle, l'élevage de cochon est présent dans la forêt de la Double, celui-ci se nourrissant de glands de la forêt de chênes. Au XVIIe siècle, les documents indiquent l'élevage de volailles, de cochons et de moutons. Les agriculteurs cultivent un peu de froment, mais surtout du seigle et du maïs, appelé « blé d'Espagne », car ramené par les Espagnols après l'exploration de l'Amérique. Il existe des arbres fruitiers et la culture de la vigne est pratiquée. Deux cultures sont introduites au XVIIIe siècle : la première plante va avoir du succès, il s'agit de la pomme de terre diffusée par Henri Bertin. La pomme de terre sert à l'origine à nourrir les cochons, mais remplace le blé en cas de famine, d'où son nom de « pain des pauvres ». La seconde, la sériciculture, ou culture du ver à soie, est un échec.

#### La production agricole en 1789
Les cahiers de doléances de 1789 sont une source pour étudier la situation de l'agriculture : les cochons sont nourris de pommes de terre car les glands manquent avec les coupes de chênes. La culture du seigle est la plus importante (3 600 boisseaux), le maïs (600 boisseaux), le millet (300 boisseaux), les légumes, comme la rave, la fève, la gesse et la châtaigne. Le cahier de doléances de Saint-André-de-Double ne mentionne pas la vigne (le raisin est récolté tous les cinq ans), la pomme de terre (alimentation des cochons et non des hommes) et les poissons des étangs : la carpe, le brochet et l'anguille. Le cahier de doléances évoque du « bétail de médiocre valeur », on peut penser qu'il s'agit de bœufs ou de moutons, comme le montre l'inventaire du château de Légé en 1789.

#### Les intempéries auXVIIIesiècledans la Double
Dans une société rurale et agricole, les intempéries sont une catastrophe. J.-C. Fallacher recense les catastrophes naturelles de la Double au XVIIIe siècle qu'il faut mettre dans le contexte climatique du Petit Âge glaciaire :
- hiver 1790 : les vignes, les arbres fruitiers et les châtaigniers gèlent ;
- février 1769 : une tornade (température chaude, vent violent, orage) ravage la Double : des arbres sont arrachés ; des cheminées sont détruites ; les vitres des maisons et les vitraux de l'église sont détérioriés ;
- avril 1778 : la grêle tombe à quatre heures du matin pendant trente minutes avec des grêlons « assez gros » ;
- 30 mai - 2 juin 1788 : de nombreuses tornades, vent, grêle, pluie intense, inondations. Les récoltes sont catastrophiques ;
- janvier 1789 : un des hivers les plus rigoureux ;
- février 1790 : des pluies continuelles tombent sur la Double. Il y a de nombreuses inondations ;
- mai 1791 : des orages de grêle détruisent les récoltes et celle des châtaignes est mauvaise.

### La Double, pays de chasse
La chasse est avant tout un moyen de protéger les récoltes des ravages des animaux, de se procurer de la viande fraîche, de chasser les animaux nuisibles tout en étant également un loisir.
On chasse traditionnellement les loups qui s'attaquent au bétail et les sangliers qui détruisent les récoltes. Au XIXe siècle, selon un document de M. de Fayolle, on chasse le chevreuil, le sanglier, le loup, le renard, le lièvre, le putois, la fouine, le blaireau, la belette et la loutre. Le cerf est beaucoup plus rare, mais des spécimens auraient été chassés en 1580, 1670 et 1913.
Les oiseaux sont également chassés, comme la bécasse, la palombe, la caille, le canard, la perdrix rouge. Le faisan aurait été importé au début du XXe siècle et élevé par H. de Lestapi dans sa propriété de Saint-Michel-l'Écluse-et-Léparon où il avait 300 faisans en 1914.
En 1977, M. Balaguer explique que dans la Double, il n'y a plus de perdrix rouge ou de perdrix grise. Le lièvre et le lapin ont été décimés par les chasses et les maladies. La fédération des chasseurs a protégé le chevreuil et le cerf, alors que la bécasse et la palombe sont chassées.

### Artisanat rural
Profitant de la présence de sable pour faire de la silice, d'argile pour la construction de fours, de bois pour le combustible, et de minerais ferrugineux près de la Rizonne, plusieurs verreries s'installèrent dans la Double, aux XVIe et XVIIe siècles, à la Cabane, la Font de Chause, Lamothe, le Maine, Perot et la Roumière sur le territoire de Saint André. Au début du XVIIIe siècle, il ne reste que trois verreries, qui peut s'expliquer par la concurrence de Bordeaux et par l'insuffisance de salicorne que l'on trouve dans les fougères et dont on tirait de la soude pour produire du verre.

### Exploitation de la forêt
La forêt de la Double est composée d'aulnes noirs, de frênes communs, de chênes pédonculés, de chênes tauzins et de pins maritimes.
Elle a été ravagée régulièrement par les incendies des charbonniers et des pasteurs, les défrichements pour l'agriculture, puis par les coupes de chênes (trois à quatre mètres de circonférence, soit des chênes de 200 à 300 ans) destinées à la construction navale à Bordeaux ou à La Rochelle, pour reconstituer la Marine royale à la suite de la guerre de Sept Ans, qui dura de 1756 à 1763.

### Emploi auXXIesiècle
En 2015, parmi la population communale comprise entre 15 et 64 ans, les actifs représentent soixante-sept personnes, soit 39,9 % de la population municipale. Le nombre de chômeurs (sept) a diminué par rapport à 2010 (quatorze) et le taux de chômage de cette population active s'établit à 10,1 %.

### Établissements
Au 31 décembre 2015, la commune compte vingt-neuf établissements, dont quatorze au niveau des commerces, transports ou services, six dans l'agriculture, la sylviculture ou la pêche, quatre relatifs au secteur administratif, à l'enseignement, à la santé ou à l'action sociale, trois dans l'industrie, et deux dans la construction.

## Culture locale et patrimoine

### Lieux et monuments
- L'église Saint-André des XIIIe et XIVe siècles, bâtie en grès roux[43], est inscrite au titre des monuments historiques par arrêté du 27 juin 1983[72].
- Le lavoir sur l'étang.

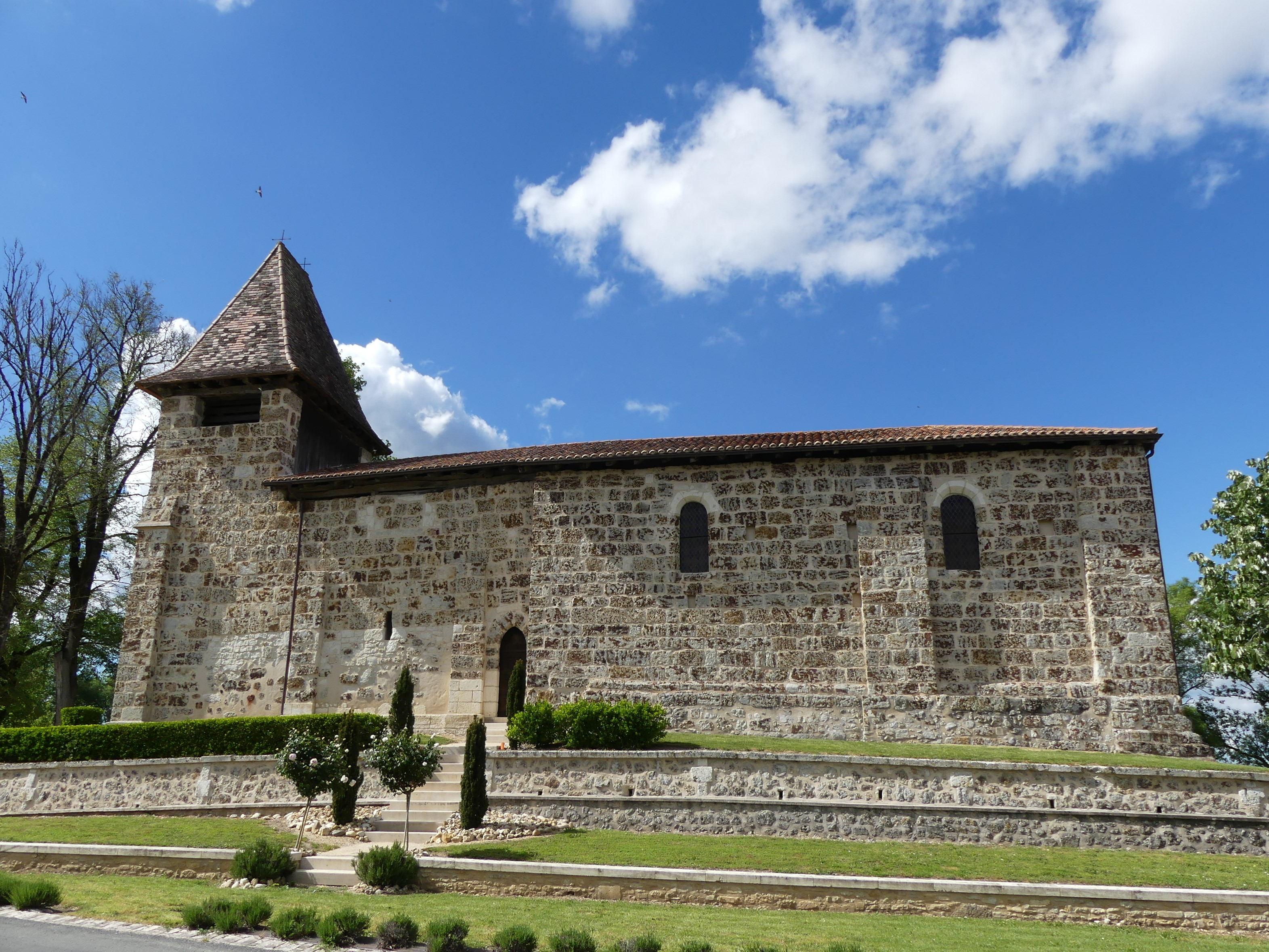
L'église.
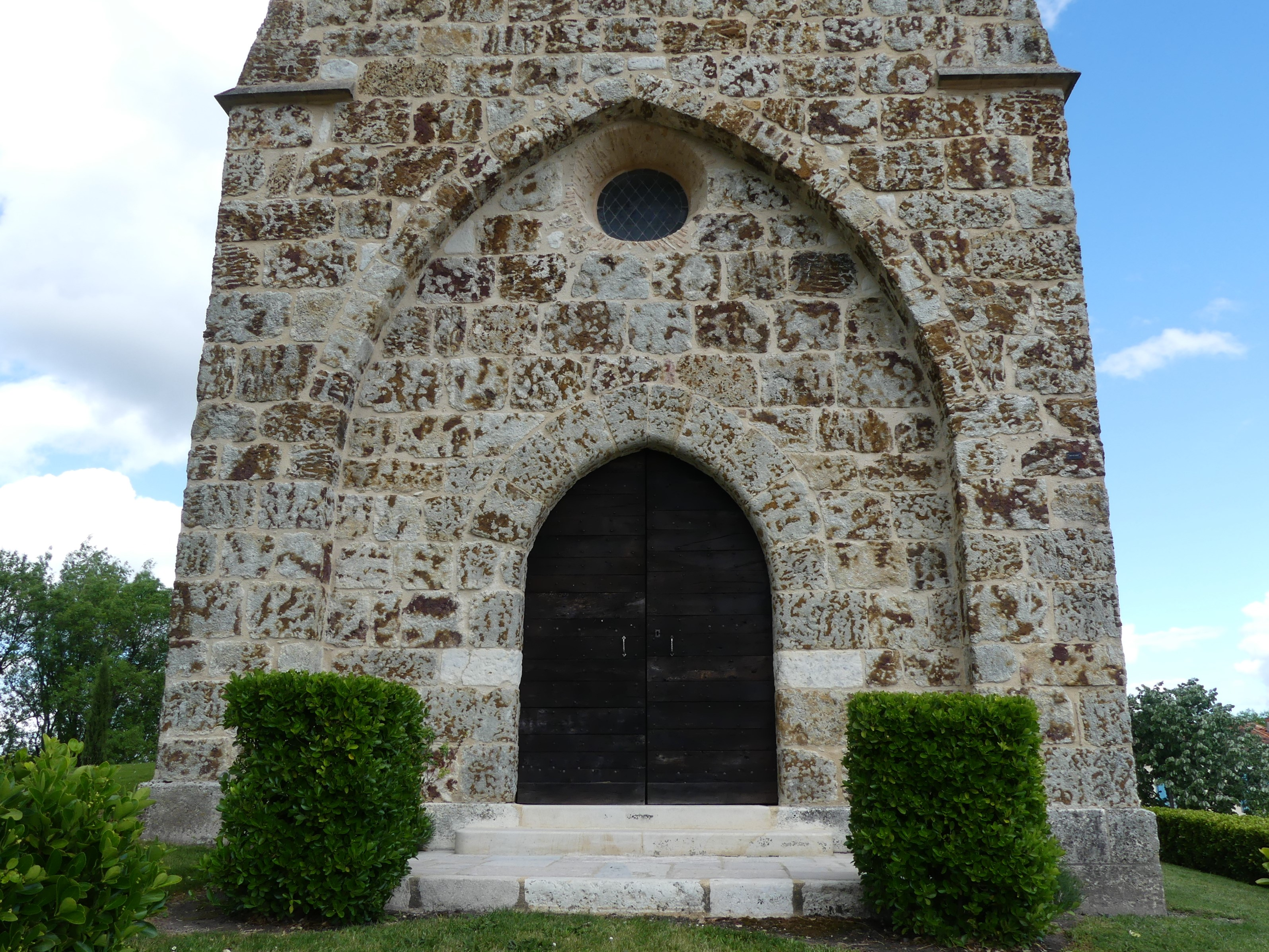
Son portail.
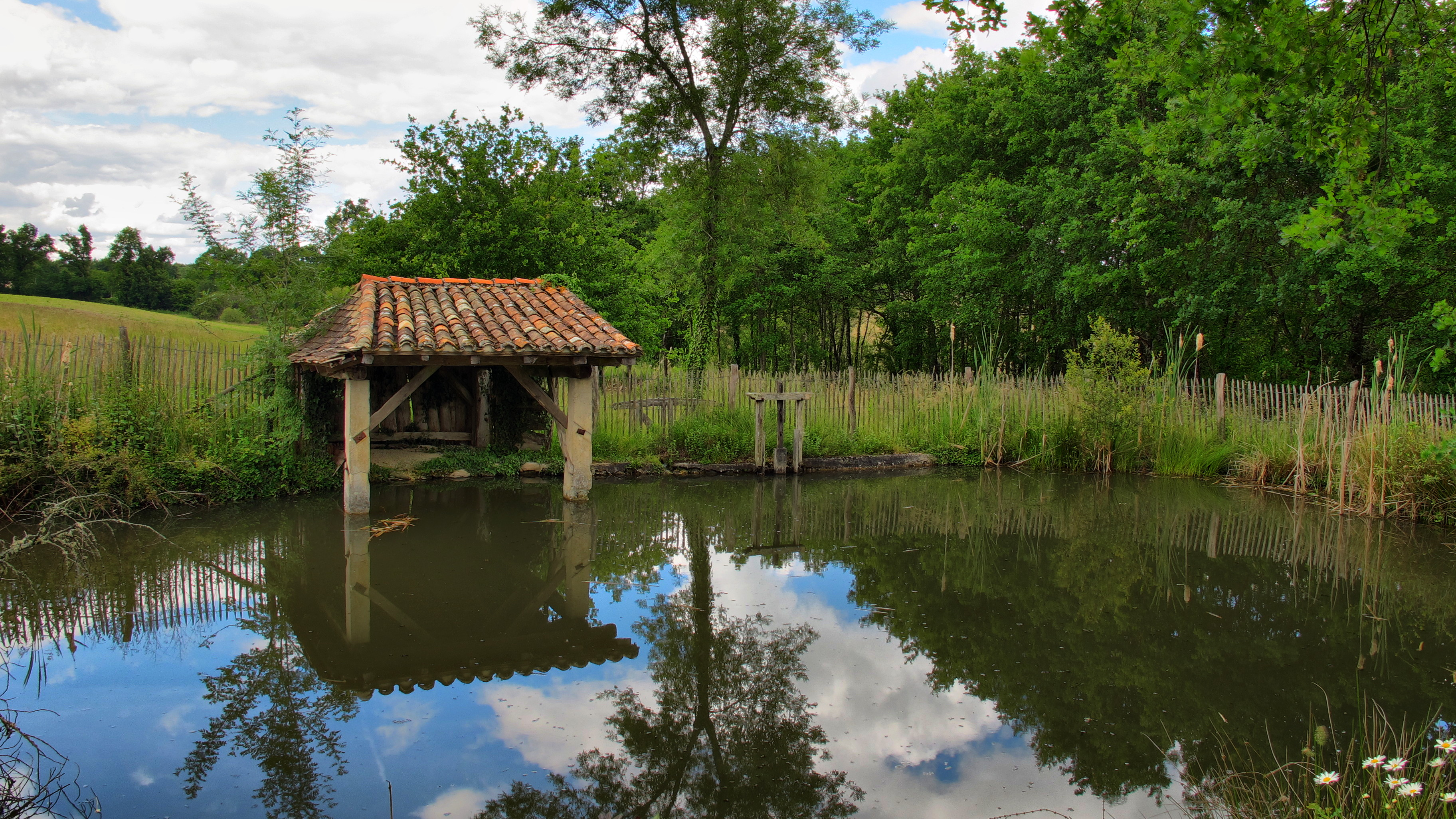
Le lavoir sur l'étang.
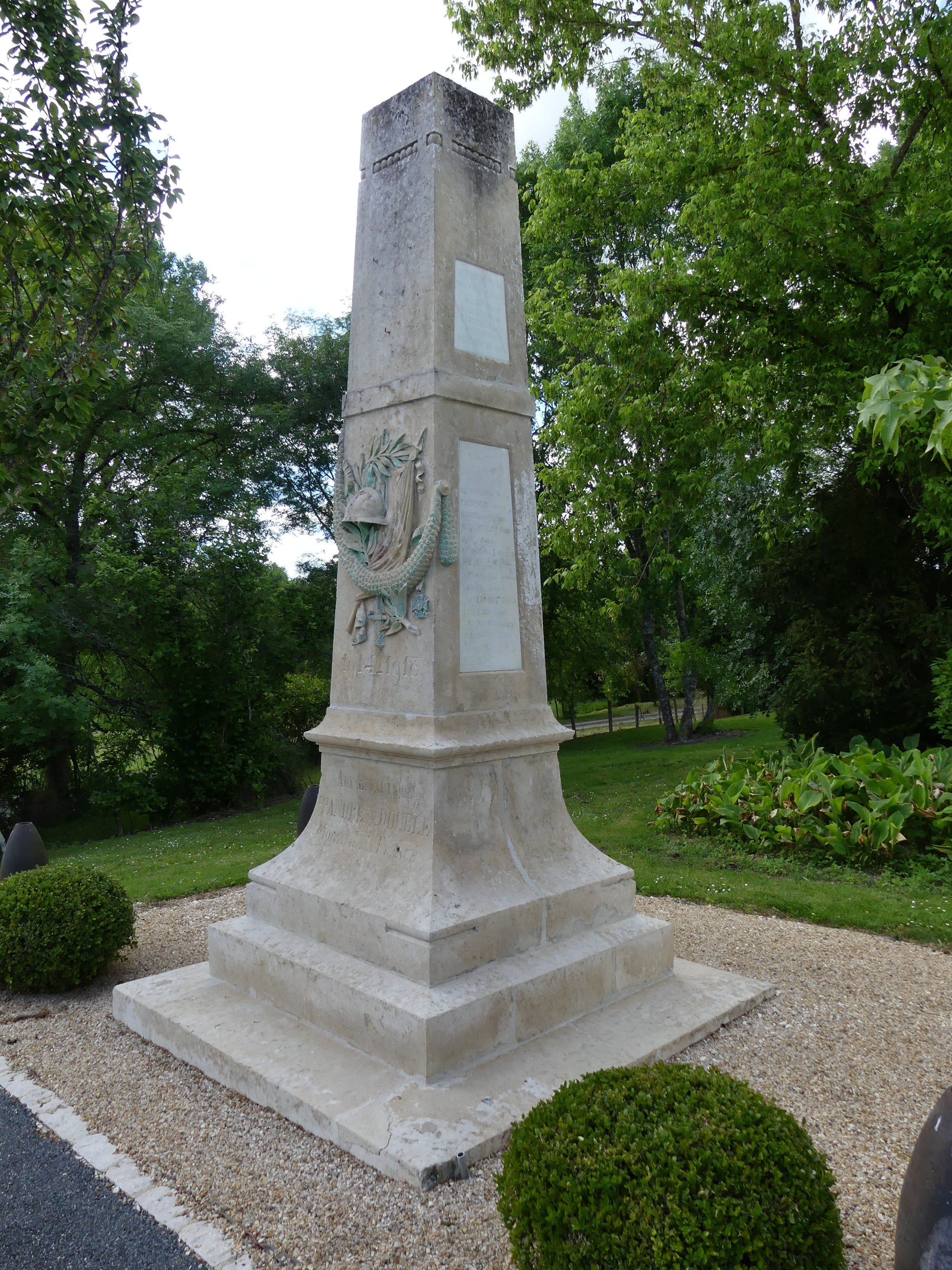
Le monument aux morts.

### Personnalités liées à la commune
- Arnaud Gaillardon-Duvigneau (1817-1870), officier de santé qui a assaini la Double, popularisé par le roman d'Eugène Le Roy et la série historique en quatre épisodes de Roger Kahane (1981).

### Héraldique
Pour un article plus général, voir Armorial des communes de la Dordogne.
| Blason de Saint-André-de-Double | Blason  | Écartelé en sautoir : au 1) de gueules au léopard d'or ; au 2) d'argent à une tête de cerf contournée de sable ; au 3) d'argent à une église au naturel essorée, ouverte et ajourée de sable (celle de la commune), au 4) d'azur à une vanne d'étang de sable* ; au sautoir réduit de sinople brochant sur la partition. |
| Blason de Saint-André-de-Double | Détails | * Il y a là non-respect de la règle de contrariété des couleurs : ces armes sont fautives (sable sur azur). Sur le site de la commune, 2023. |

## Pour approfondir